# Papa Lleó VII
Lleó VII (Roma, ? – 13 de juliol de 939) va ser Papa de l'Església Catòlica del 936 al 939.
Després de la mort de Joan XI, el seu germanastre Alberic II de Túsculum va fer escollir Lleó VII com a nou papa, un monjo benedictí que es limitaria a seguir els desitjos del seu protector tal com durant els decennis anteriors ho havien fet els seus predecessors amb Marozia, la mare d'Alberic.
Com a moderador entre Alberic i Hug d'Arles hi va intrenvenir el tercer marit de Marozia, que com a rei d'Itàlia li disputava el poder sobre Roma. Lleó VII va convèncer a Odó, l'abat de Cluny, perquè es desplacés a Roma i intervingues en la disputa, que es va solucionar amb el matrimoni entre Alberic i la filla d'Hug, Alda. Aquesta visita d'Odó a Roma va ser aprofitada per convèncer el Papa i Alberic perquè l'ajudessin en la reorganització del monacat que pretenia portar a terme, no només a la zona de Borgonya, on es trobava la seva abadia, sinó a tot Europa.

Va nomenar vicari apostòlic i legat pontifici a Alemanya a l'arquebisbe de Magúncia, Frederic, a qui va prohibir que bategés per força als jueus alemanys encara que el va autoritzar que els expulsés de les ciutats si rebutjaven el sagrament.